# Сен-Пьер-Каниве
Сен-Пьер-Каниве́ (фр. Saint-Pierre-Canivet) — коммуна во Франции, находится в регионе Нижняя Нормандия. Департамент коммуны — Кальвадос. Входит в состав кантона Фалез-Север. Округ коммуны — Кан.
Код INSEE коммуны — 14646.

## Население
Население коммуны на 2010 год составляло 377 человек.
| 1962 | 1968 | 1975 | 1982 | 1990 | 1999 | 2010 |
| ---- | ---- | ---- | ---- | ---- | ---- | ---- |
| 303  | 334  | 281  | 338  | 381  | 342  | 377  |

## Экономика
В 2010 году среди 244 человек трудоспособного возраста (15—64 лет) 171 были экономически активными, 73 — неактивными (показатель активности — 70,1 %, в 1999 году было 75,2 %). Из 171 активных жителей работали 159 человек (89 мужчин и 70 женщин), безработных было 12 (5 мужчин и 7 женщин). Среди 73 неактивных 19 человек были учениками или студентами, 30 — пенсионерами, 24 были неактивными по другим причинам.